# Anhimidae
Los anímidos (Anhimidae) son una familia de aves Anseriformes de curiosos aspecto que incluye dos géneros y tres especies propias de América del Sur. Son parientes cercanos al ganso urraca.

## Especies
- Género: Anhima
  - Anhima cornuta - aruco
- Género: Chauna
  - Chauna torquata - chajá
  - Chauna chavaria - chavarrí